# Bombardier B-12
Il Bombardier B-12 era un veicolo da trasporto su terreno innevato prodotto dall'azienda canadese Auto-Neige Bombardier Limited negli anni quaranta.
Utilizzati principalmente dalle forze armate canadesi, vennero impiegati operativamente anche su terreni sabbiosi come quelli del deserto del Sinai.
Oltre alla Snowmobile, esisteva anche il minuscolo Bombi, un cingolato leggero per neve e terreni difficili.